# Georg Aumann

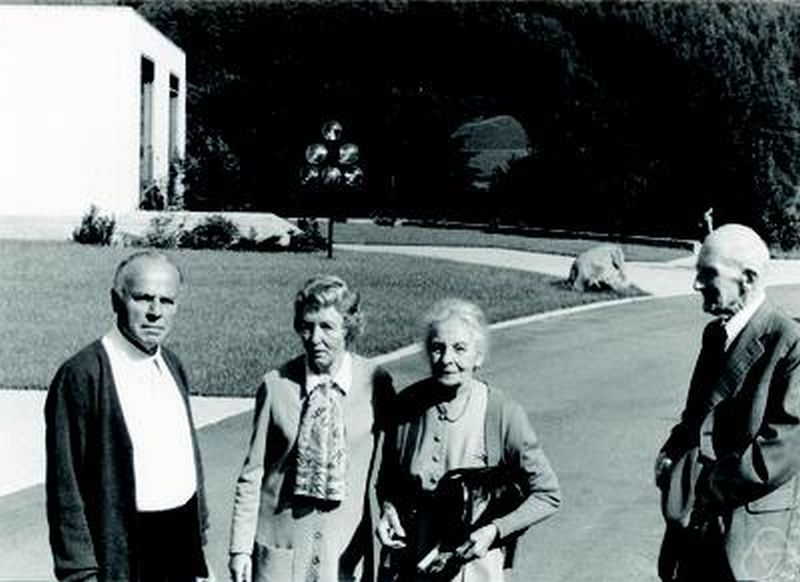
Georg Aumann mit Ehefrau (links) mit Otto Haupt und dessen Frau 1975

Georg Aumann (* 11. November 1906 in München; † 4. August 1980 ebenda) war ein deutscher Mathematiker.
Aumann studierte ab 1925 Mathematik und Physik an der Ludwig-Maximilians-Universität München unter anderem bei Constantin Carathéodory und Heinrich Tietze, bei dem er 1931 promoviert wurde (Beiträge zur Theorie der Zerlegungsräume). 1933 habilitierte er sich zweimal, einmal an der TU München, das andere Mal an der Universität München (mit jeweils unterschiedlichen Habilitationsarbeiten). 1934/35 war er als Rockefeller-Stipendiat am Institute for Advanced Study. 1936 wurde er außerordentlicher Professor an der Goethe-Universität Frankfurt am Main. Berufungen auf einer ordentlichen Professur scheiterten mehrfach, da er unter den Nationalsozialisten als politisch unzuverlässig galt.
Während des Zweiten Weltkriegs, am 1. Oktober 1942, wurde er Kryptoanalytiker in der Chiffrierabteilung des Oberkommandos der Wehrmacht (OKW/Chi). Im Referat IVc der Gruppe IV „Analytische Entzifferung“ befasste er sich unter Regierungsrat Erich Hüttenhain mit dem Einbruch in schwierige und noch ungelöste Verschlüsselungssysteme.
Nach dem Krieg, im Jahr 1949, wurde er ordentlicher Professor an der Universität Würzburg und 1950 an der Universität München. Einer seiner Doktoranden dort war Friedrich L. Bauer. Im Jahr 1960 wechselte er auf ein Ordinariat an die TU München. 
Er befasste sich insbesondere mit reeller Analysis, aber auch mit konformen Abbildungen, komplexen Polynomen und Verbandstheorie. Von ihm stammt eine Monographie in der Grundlehren-Reihe über reelle Funktionen, ein dreibändiges Analysis-Lehrbuch mit  Otto Haupt und eine dreibändige Höhere Mathematik für Ingenieure.
1958 wurde er ordentliches Mitglied der Bayerischen Akademie der Wissenschaften. 1977 wurde er Ehrendoktor der Universität Erlangen.

## Schriften
- mit Otto Haupt, Christian Pauc: Differential- und Integralrechnung, 3 Bände, De Gruyter, 1948 bis 1955
- Reelle Funktionen, Grundlehren der mathematischen Wissenschaften, Springer Verlag, 2. Auflage 1969
- Höhere Mathematik, Band 1–3, BI Hochschultaschenbücher 1970/71
- Ad artem ultimam: eine Einführung in die Gedankenwelt der Mathematik, Oldenbourg 1974
- mit Otto Haupt: Einführung in die reelle Analysis, 3 Bände, De Gruyter, 3. Auflage 1974 bis 1983
- Approximation von Funktionen, in Robert Sauer, Istvan Szabo Die mathematischen Hilfsmittel des Ingenieurs, Band 3, Springer Verlag 1968